# Ingi Rasmussen
Ingi Rasmussen (2 ottobre 1972) è un ex calciatore faroese, di ruolo centrocampista.

## Carriera

### Nazionale
Ha collezionato 2 presenze con la propria Nazionale.